# Budd-Chiari-Syndrom
Als Budd-Chiari-Syndrom (BCS) bezeichnet man eine seltene Erkrankung der Leber, bei der es zu einem vollständigen oder unvollständigen Verschluss der abführenden Blutgefäße der Leber kommt.
Der Verschluss der Lebervenen betrifft bei dem klassischen Budd-Chiari-Syndrom bevorzugt die großen Lebervenen und wird heute von Erkrankungen, die die Verstopfung der kleinen Lebervenen betreffen, abgegrenzt.
Die Erkrankung erhielt ihren Namen nach ihren Erstbeschreibern George Budd (1808–1882) und Hans von Chiari (1851–1916). Synonym wird auch verwendet: englisch Rokitansky’s disease; von Rokitansky disease.

## Symptome
Das akute Budd-Chiari-Syndrom zeichnet sich durch ein meist innerhalb weniger Stunden einsetzendes Druckgefühl oder Schmerz im rechten Oberbauch aus. Hinzu kommt oft ein Aszites. Laborchemisch teilweise starker Anstieg der Transaminasen (GOT/ASAT oft höher als GPT/ALAT). Leber und Milz erscheinen meist vergrößert (Hepatosplenomegalie).

## Ursachen
Die Ursachen des Budd-Chiari-Syndroms sind oftmals nicht genau bekannt. In der ganz überwiegenden Mehrzahl der Fälle kommt es zu einem Verschluss der Lebervene durch die Bildung von Blutgerinnseln (Thrombose). Es gibt jedoch auch vereinzelt Fälle, in denen zum Beispiel ein raumfordernder Tumor durch äußere Kompression der Lebervene zu einem Budd-Chiari-Syndrom führt. Bei Kindern kann ein Wilms-Tumor zur Thrombose der Vena cava und des rechten Herzvorhofs führen.
Krankheiten, die zu einer verstärkten Blutgerinnung (Thrombophilie) führen, stellen einen Risikofaktor für das Auftreten eines Budd-Chiari-Syndroms dar. So erhöht eine Faktor-V-Leiden-Mutation das relative Risiko um den Faktor 11. Ein Protein-C-Mangel oder eine Mutation des Prothrombingens führen ebenso zu einem erhöhten Risiko für BCS.
Bei rund 25 % der Patienten liegen mehrere mögliche Ursachen vor. Am häufigsten tritt das Budd-Chiari-Syndrom im Zusammenhang mit einer bösartigen Erkrankung von Zellen des blutbildenden Systems (Myeloproliferatives Syndrom) auf.

## Diagnostik
Die Diagnose erfolgt durch Nachweis verschlossener Äste der Lebervene mittels Dopplersonografie sowie durch die Diagnostik der Grunderkrankung (z. B. Knochenmarkpunktion).
Das genaue Ausmaß der Gefäßverschlüsse bestimmt man durch eine Leber-Venografie. Bei unklarem Befund kann eine Leberbiopsie weitere Hinweise liefern.

## Therapie
Unbehandelt kann das Budd-Chiari-Syndrom zu einer schweren Leberschädigung (Nekrose) bis hin zum Leberversagen führen, da durch den Verschluss der Lebervenen eine ausreichende Durchblutung der Leber nicht mehr sichergestellt ist. Ein chronisches Budd-Chiari-Syndrom kann zu erhöhtem Blutdruck im Leberkreislauf (portale Hypertension) und in Folge zu Leberfibrose führen.
Um einen ausreichenden Blutfluss wiederherzustellen, kann eine medikamentöse Thrombolyse der Blutgerinnsel durchgeführt werden. Außerdem besteht die Möglichkeit zur Anlage eines TIPS (transjugulärer intrahepatischer portosystemischer Shunt). Darüber hinaus existieren verschiedene chirurgische Operationsverfahren zur Wiederherstellung des Blutabflusses.
Gelingt es nicht, eine ausreichende Leberdurchblutung dauerhaft sicherzustellen, kann auch eine Lebertransplantation erforderlich werden.
Beim chronischen Budd-Chiari-Syndrom erfolgt eine dauerhafte Antikoagulation, beispielsweise mit Phenprocoumon, mit dem Ziel, die Bildung neuer Blutgerinnsel zu verhindern.